# Great Times
«Great Times» — песня американского рэпера will.i.am, выпущенная в Бразилии в качестве промосингла к четвёртому сольному альбому #willpower. Спонсором продвижения сингла стала пивоваренная компания «Budweiser».

## Релиз

### Предыстория
Во время съёмок клипа в интернет утекла первоначальная версия песни «Great Times». У неё такой же текст, но другая музыка. will.i.am сразу же отреагировал:

В той версии Great Times, которая просочилась, неправильная музыка, песня неправильная... (Интернет, это так неуважительно)... Я ненавижу утечек

Я никогда не хотел, чтобы этот вариант был выпущен... Я очень рассержен... кто слил её???... не так должно быть... не круто!!!

Вы не можете просто выпустить музыку, пока все дела обрабатываются... сотрудники, издатели, авторские права... (бизнес)... это неуважение
Оригинальный текст (англ.)"Great times" the song that's leaked is the wrong version, wrong music, the wrong song...(The internet is so disrespectful)...I hate leaks 

I never wanted that version to be released...I am soo angry right now...who leaked this???...this is not how it should be...not cool!!! 

You can't just release music until all the business is handled...collaborators, publishers, copyrights...(business)...this in disrespect 

В тот же день (20 октября) will.i.am пообещал выпустить песню в социальной сети Dipdive на следующий день — 21 октября. Однако, по возвращении в США, оказалось, что работа над обложкой ещё не была закончена. уилл.ай.эм принёс извинения и пообещал релиз уже на следующий день. Но в итоге сингл вышел через месяц.

### Официальный выпуск
Официальный релиз «Great Times» состоялся 29 ноября 2011 года на бразильском iTunes.

### Дальнейшее продвижение
2 мая 2012 года спонсор сингла «Budweiser» разместил в бразильском журнале «Veja» между стр. 44 и 45 специальную страницу, в которую была встроена виниловая пластинка с песней «Great Times». Страница эта легко отрывалась и могла воспроизводиться на любом проигрывателе пластинок.

## Клип
Съёмки клипа велись в основном в Сан-Паулу. Основная часть клипа снималась в ночь с 18 на 19 октября 2011 года в ночном клубе «A.F.A.I.R». 20 октября проходили уличные съёмки. В видео часто встречается реклама пива «Budweiser».
Премьера клипа состоялась 4 февраля 2012 на бразильском шоу «Fantastico». На официальном канале уилл.ай.эма на YouTube видео доступно только для пользователей с бразильскими IP-адресами (на январь 2013 — 1,9 млн просмотров).

## Чарты
| Чарт (2012)             | Наивысшая позиция |
| ----------------------- | ----------------- |
| Billboard Hot 100       | 5                 |
| Billboard Hot Pop Songs | 2                 |
| International Singles   | 12                |